# بندسر (تشابهار)
بندسر (بالفارسية: بندسر) هي قرية تقع في البلدة المركزية في إيران. يقدر عدد سكانها بـ 208 نسمة بحسب إحصاء 2016.